# Dufourea similis
Dufourea similis är en biart som beskrevs av Heinrich Friese 1898. Dufourea similis ingår i släktet solbin, och familjen vägbin. Inga underarter finns listade i Catalogue of Life.